# Стронський Іван

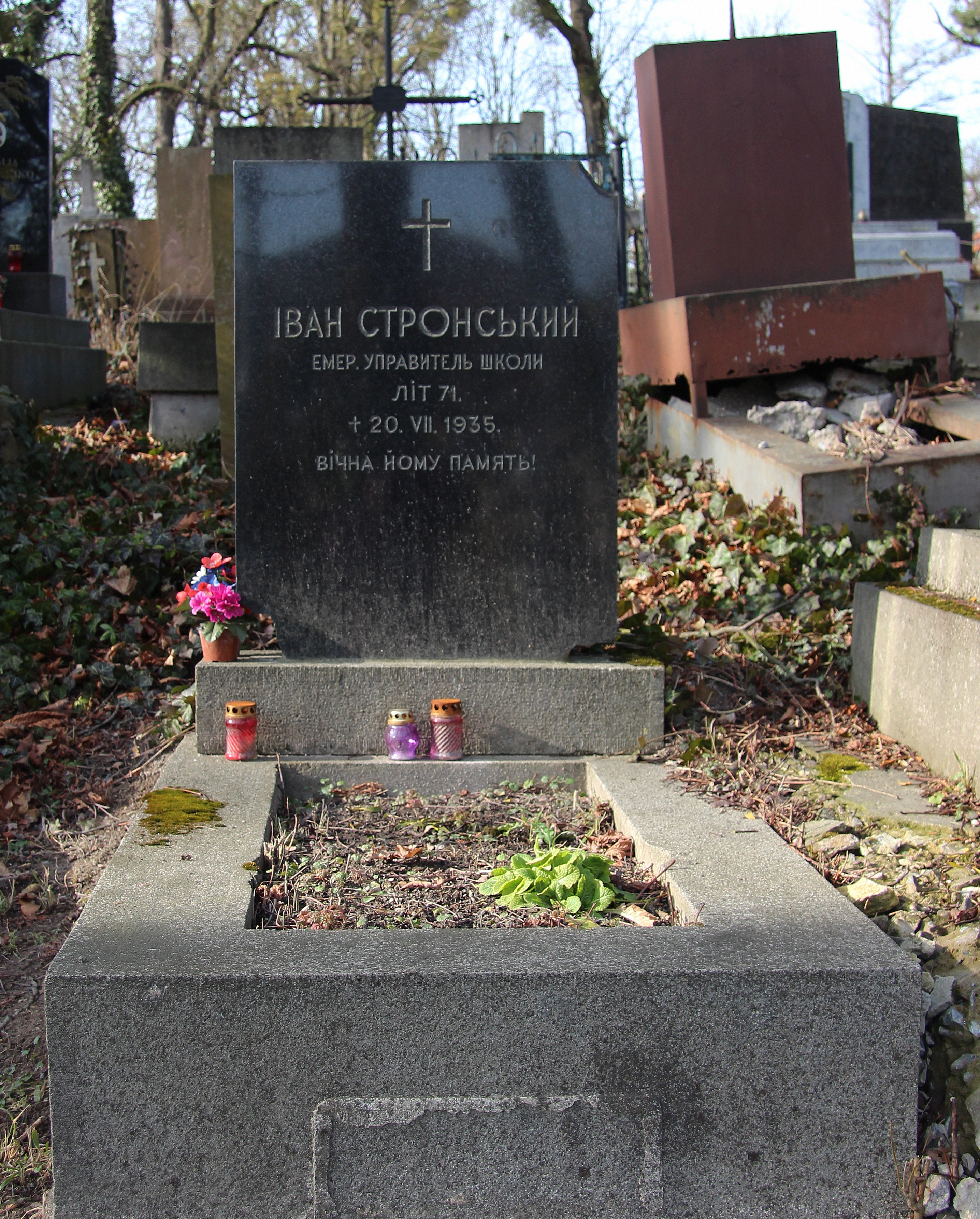

Іва́н Стро́нський  (20 жовтня 1864 — 20 липня 1935), громадський діяч і педагог, член-засновник, довголітній директор і голова Взаємної Помочі Українського Вчительства, редактор «Учительського Слова» (1925 — 29), представник укр. учительства на з'їздах Союзу Слов. Вчителів, Міжнародної федерації учительських товариств і Федерації учительських союзів слов'янських народів. Помер у Львові 20 липня 1935 року. Похований на Личаківському цвинтарі, поле № 75.